# Консерваторія Гоха
Музична академія доктора Гоха була заснована у Франкфурті-на-Майні 22 вересня 1878 року. Завдяки щедрості франкфуртця Йозефа Гоха, який заповів Консерваторії мільйон німецьких золотих марок, була створена школа музики та мистецтв для всіх вікових груп. Основну роль у заснуванні, процвітанні та успіху консерваторії відіграв її директор Йоахім Рафф, який виконав більшу частину роботи, включаючи розробку навчальної програми та наймання всіх викладачів. Він відіграв важливу роль в історії музики у Франкфурті. Клара Шуман викладала фортепіано, як одна з видатних викладачок кінця 19 століття, здобувши міжнародне визнання консерваторії. У 1890-х роках близько 25% студентів прибули з інших країн: 46 були з Англії та 23 зі Сполучених Штатів.
У 1920-х роках під керівництвом Бернггарда Зеклеса консерваторія значно випередила свій час: Зеклес започаткував перші в світі студії джазу (під керівництвом Матіаса Зайбера), а в 1931 році – кафедру початків музики.
Консерваторія доктора Гоха пропонує навчання за програмою музичної освіти для молоді та дорослих (ANE), початковим музичним факультетом (Basisabteilung) і програмою Pre-College - Frankfurt (PCF), яка забезпечує підготовку до майбутнього навчання на програмі університетського рівня або в консерваторії. Є також відділи балету, старовинної та нової музики. Доступні наступні кваліфікації: бакалавр музичного мистецтва та педагогіки для всіх інструментів, голосу, теорії музики, композиції, виконавства та початкової музичної педагогіки.

## Хронологія

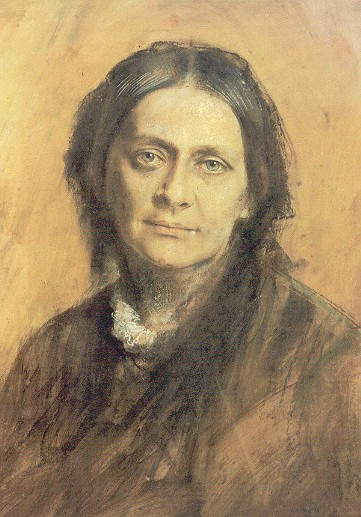
Клара Шуман у 1878 р., викладала в консерваторії 1878–1892 рр.

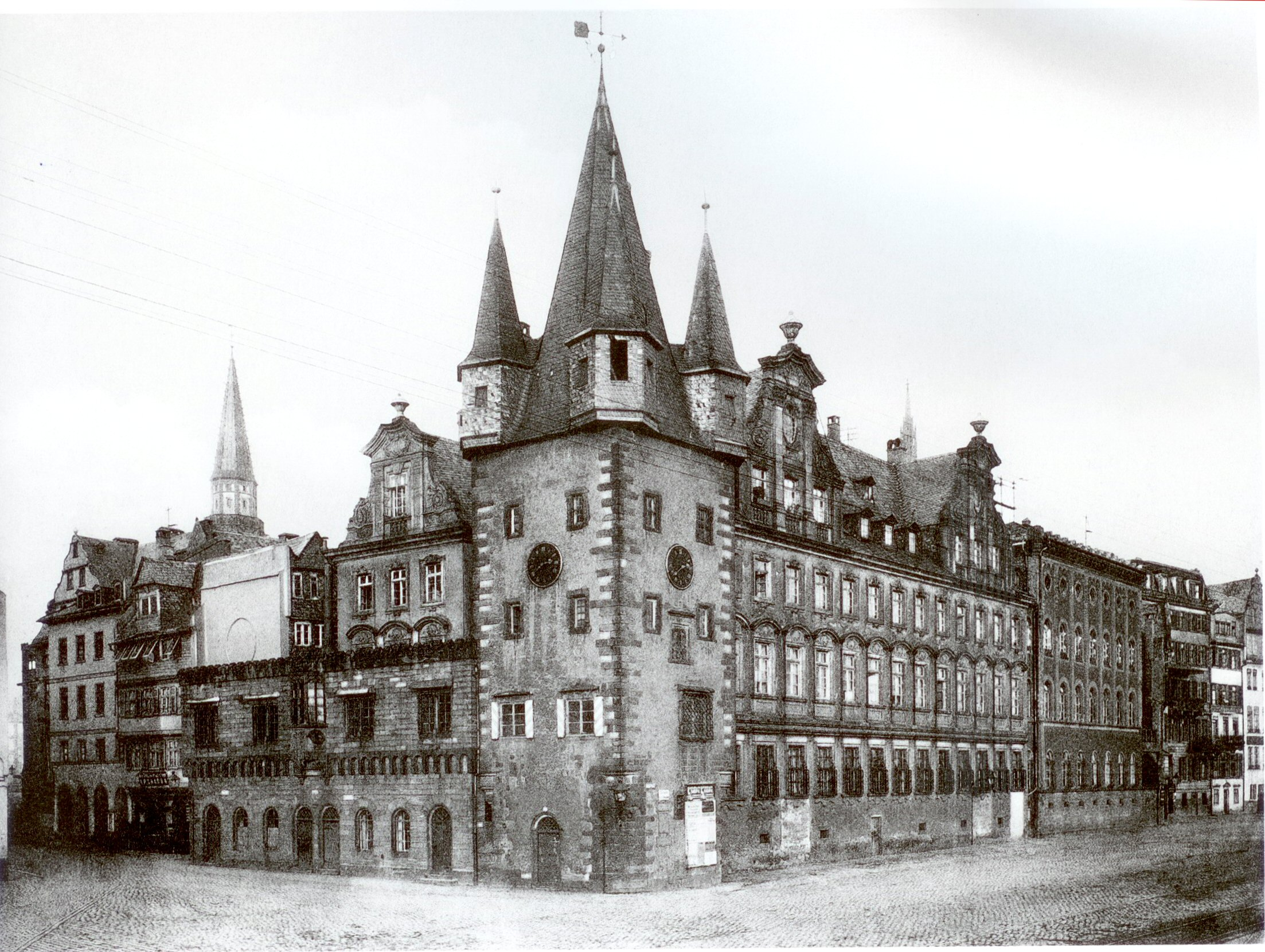
Заальгоф (прибл. 1900) - Будинок консерваторії 1878–88

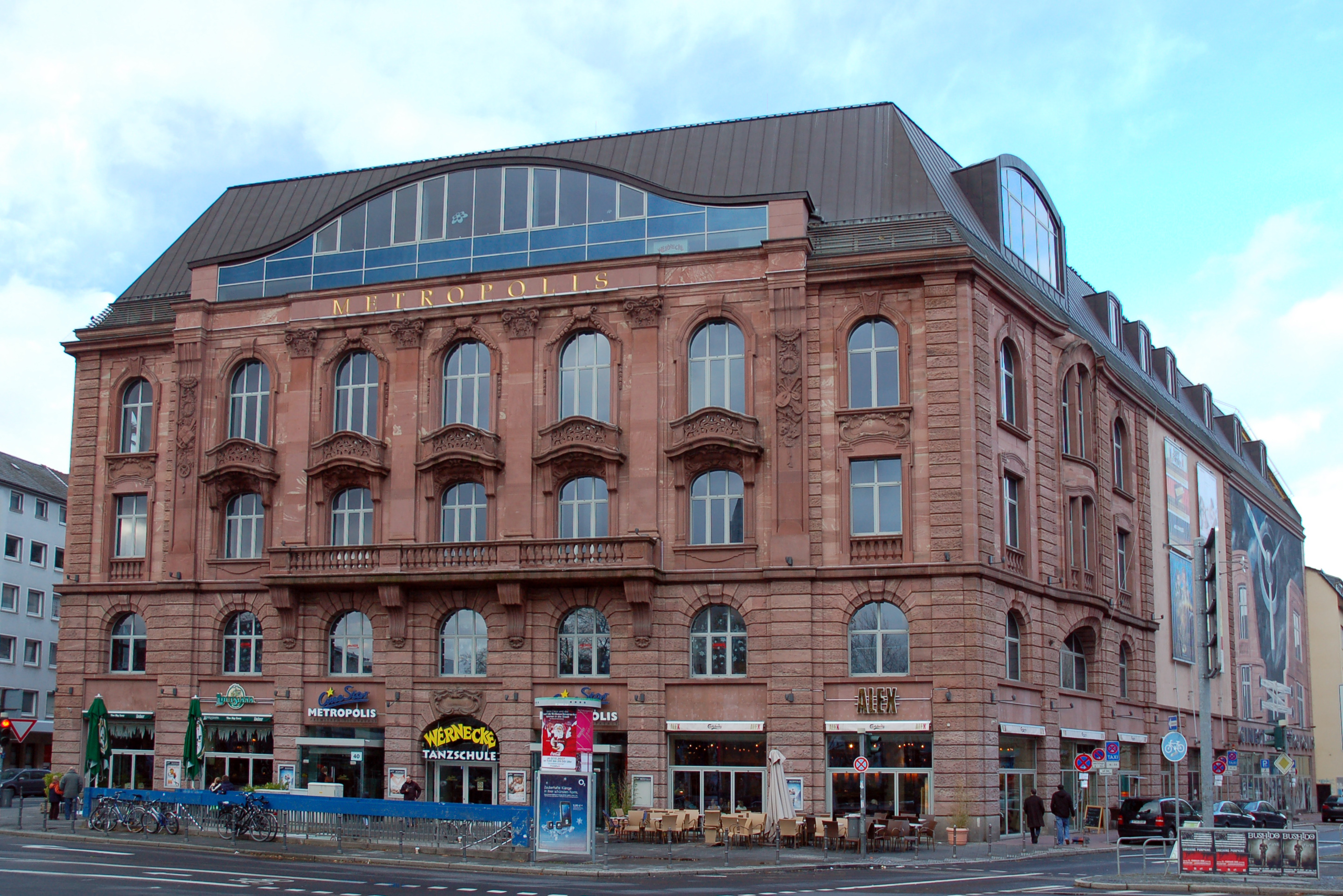
Будинок №4 на Ешенгаймер Ляндштрасе - Будинок народної освіти консерваторії 1951–1988

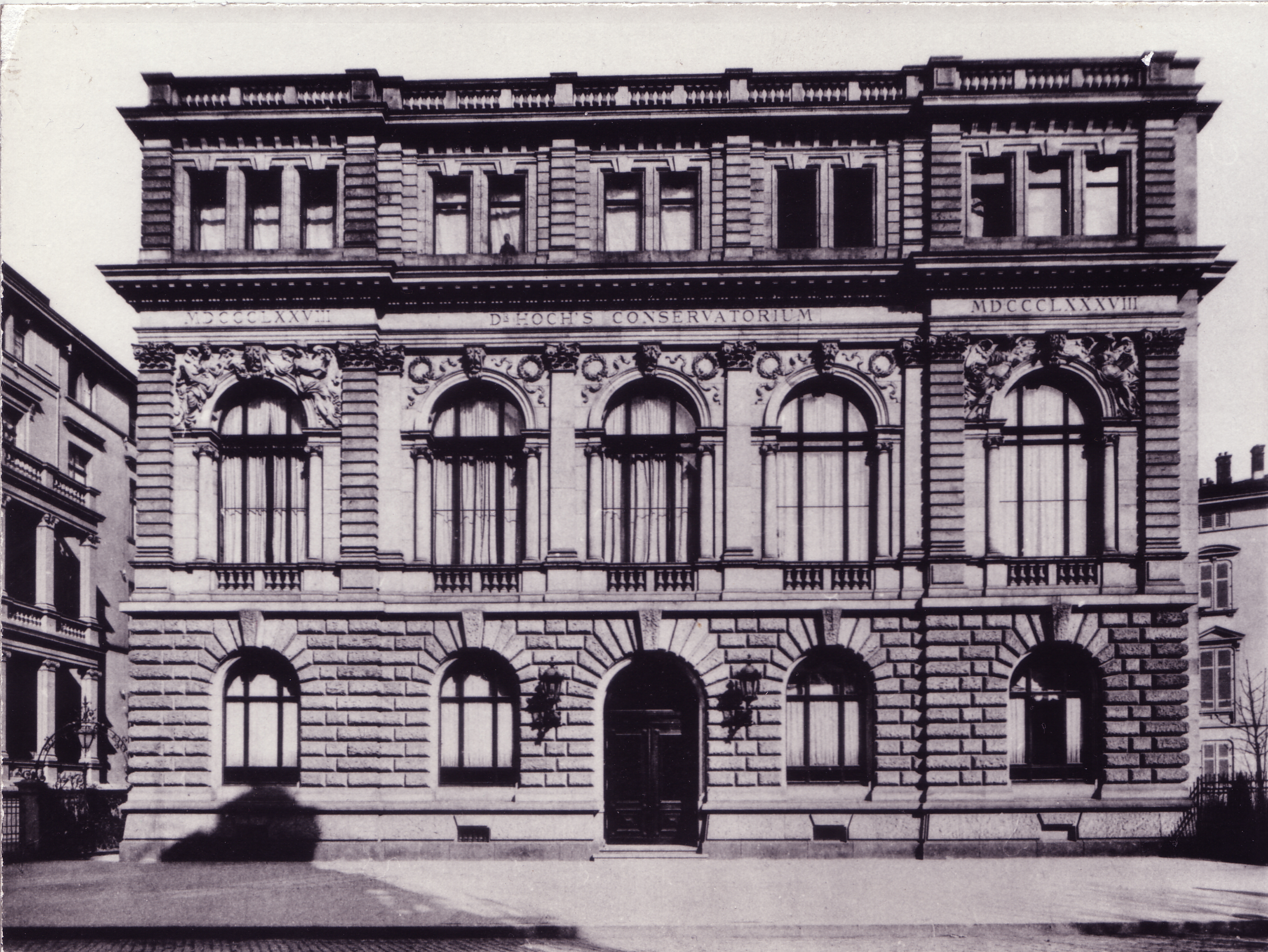
Будинок №4 на Ешенгаймер Ляндштрасе. Консерваторія Гоха, бл. 1900 року. Будинок консерваторії 1888–1943

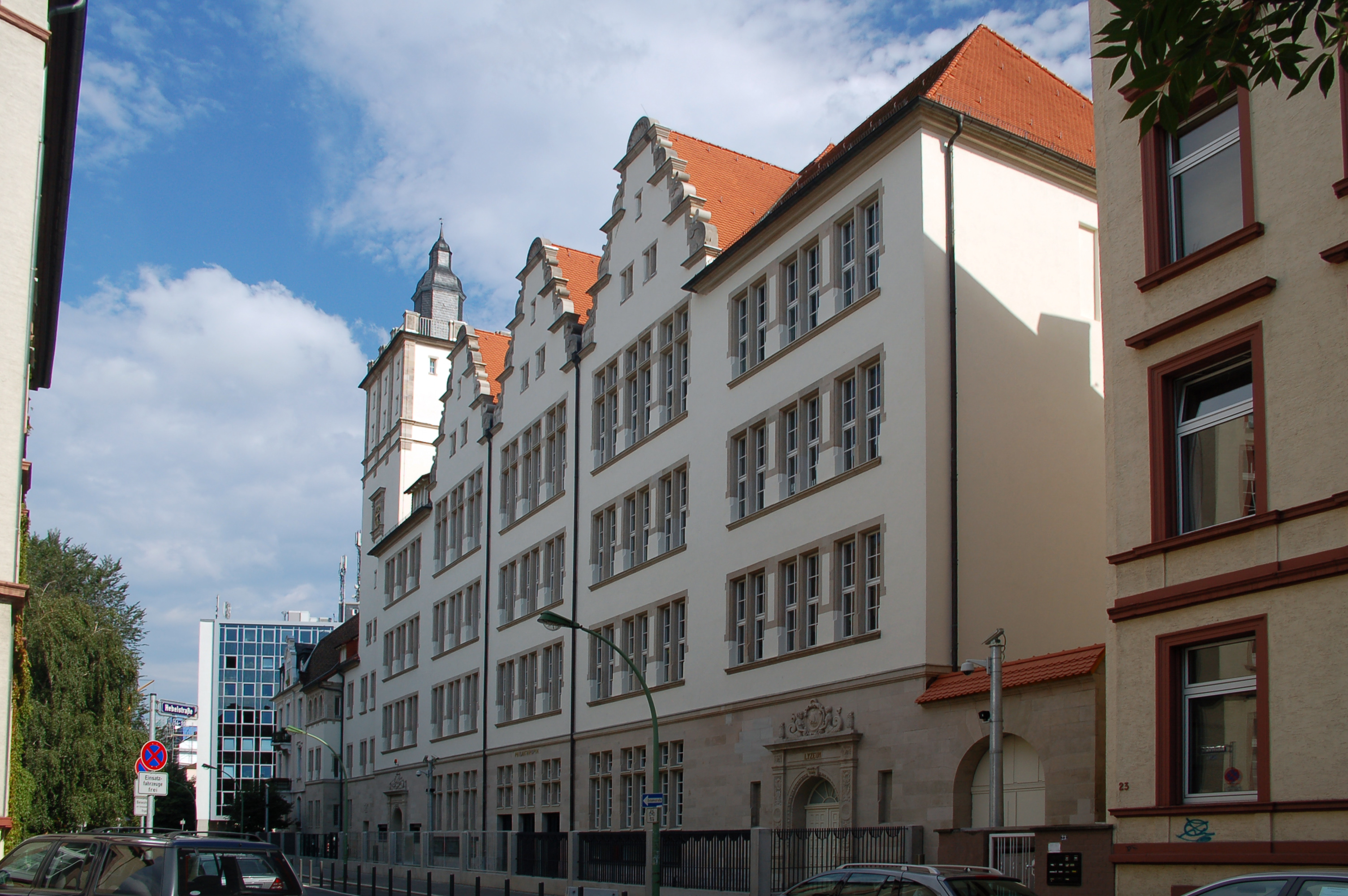
Філантропка Франкфурта: Будинок консерваторії 1986–2004

- - 1857: 14 липня: Др. Йозеф Гох (1815–74) надає фундації консерваторії статус головного спадкоємця його багатств
  - 1874: Др. Гох помирає 19 вересня.
  - 1876: Фундація офіційно зареєстрована (16 березня).
  - 1877: 16 лютого: Керівна рада фундації під головуванням Д-ра Гайнріха Мумма фон Шварценштайна визнана магістратом Франкфурта.
червень: Йоахім Рафф обраний першим директором.
  - 1878: 22 вересня: Церемонія відкриття у Заальгофі у Франкфурті.
20 жовтня: 50-ті роковини артистичної діяльності Клари Шуман.
  - 1879: 10 лютого: перший внутрішній концерт студентів.
9 червня: відвідання Франкфурта Ференцом Лістом
  - 1880: Виникають розбіжності між Раффом та Штокгаузеном, який іде у відставку 1 вересня.
  - 1882: Йоахім Рафф помирає 24 червня. Його наступником 11 листопада призначено Бернгарда Шольоца.
  - 1883: 21 січня: Відділення послідовників Раффа, що призводить до відкриття Консерваторіх Раффа.
21березня: директором стає Бернгард Шольц.
  - 1884: Юліус Штокгаузен  вдруге відходить від керівництва (1 квітня).
Вересень: Відкриття семінару (Керівник: Іван Кнорр).
  - 1886: вересень: Відкриття підготовчих курсів: навчання веде ганс Пфіцнер (зі стипендіями), які тривають до 1890.
  - 1888: 29 квітня: Відкриття нового будинку коніерваторії.
  - 1890: Др. Теодор Меттенгаймер перебирає головування в раді. Отримано державну субвенцію на 2 стипендії. Енґельберт Гумпердінк розпочинає викладання (1890–97).
  - 1892: Клара Шуман іде на пенсію. Консерваторія бере на себе навчання стипендіатів Фонду Моцарта.
  - 1896: Клара Шуман помирає 20 травня.
  - 1901: Гайнріх Ганау стає головою ради (до 1904).
  - 1904: Еміль Шульбах поклитканий на голову ради (до 1923).
  - 1908: Бернгард Шольц іде з керівництва. Диретором стає Іван Кнорр. Відкриття оркестрової школи.
  - 1909: Пауль Гіндеміт отримує стипендію і стає студентом Ребнера.
  - 1916: Іван Кнорр помираж 22 січня. У вересні диретором стає Вальдемар Бауснер.
  - 1918: Відкриття семінару гшколи співу.
  - 1921: Напруга між управою і директором. Інфляція заставляє дирекцію звернутись по субвенцію до міста та влади Гессена Плани щодо "вищої школи" для міста (Лео Кестенберґ).
  - 1923: 27 квітня Вальдемар фон Баушерн іде на пенсію. Герман Шерхен подається на посаду директора. Відставка Еміля Зульцбаха.
  - 1924: Бернгард Зеклес призначений директоромВідкриття оперного факультету. Головою фундації стає Др. Освальд Файз.
  - 1926: Відкриття семінару для вчителів музики і "Консерваторії для слухачів музики".
  - 1928: Відкриття перших академічних занять з джазу під керівництвом Матіаса Зайбера. Концерти в "Домі народної освіти" (Герман фон Шмайдель).
  - 1931: Курси з музичного наквчання для дітей.
  - 1933: Звільнення директора Бернгарда Зеклеса і всіх єврейських та іноземних викладачів (10 квітня).
Др Ганс Румпф стає головою фундації, а Бертіль Ветцельсберґер директором.
17 жовтня: Відкриття "Вищої школи музики і театру міста Франкфурт-на-Майні" без дозволу Міністерства культури. Зростає вплив Мистецького директора Ганса Майснера.
  - 1936: Герман Ройтер стає директором.
  - 1937: 19 жовтня: Контаркт між містом Франкфурт і фундацією консерваторії д-ра Гоха про створення державної "музичної вищої школи".
  - 1938: 1 квітня: Відкриття державної "Вищої школи". Під керівництвом Консерваторії залишаються лише підготовчі курси.
  - 1943: 4 жовтня: будівля консерваторії зазнає бомбардування. Перенесення до палацу Пассавант-Ґонтарда.
  - 1944: лютий: палац Пассавант-Ґонтарда також зруйновано.
  - 1947: повторне відкриття факультету церковної музики та факультету музичної педагогіки (осінь).
  - 1950: Вальтер Давіссон стає артистичним директором "вищої школи".
  - 1951: Відновлення навчання у приміщенні, спорудженому на руїнах за адресою Ешенгаймер Ляндштрасе 4 (Volksbildungsheim (de)). Голова фундації також є членом міської ради
  - 1954: скликання ради для музичної вищої школи та для консерваторії.
  - 1958: Філіп Молер стає директором об'єднаної "вищої школи" і Консерваторії д-ра Гоха.
  - 1967: Магістрат Франкфурта анулює контракт 1937 року.
  - 1971: Плани об'єднання вищої школи і консерваторії зазнають опору. Консерваторія стає перехідним етапом між музичною школою і вищою школою музики.
  - 1973: Філіп Молер іде з керівництва консерваторією. Клаус Фольк стає директором об'єднаної консерваторії і вищої школи.
  - 1977: Клаус Фольк резиґнує, після нього директором стає Ганс Дітер Реш, а в 1978 Алоїс Котман.
  - 1979: Директором стає Франк Штелє. Під його керівництвом заклад реструктуризовується в інститут для навчання професійних музикантів.
  - 1986: у приміщенні колишнього єврейського закладу Філантропін починається перебудова до потреб школи. Поступовий перехід до приміщення Філантропіну: 1986–1989.
  - 1989: завершено перехід до Філантропіну. Відкриття 9 лютого. Міська депутатка Ютта Ебелінґ заміщає Бернгарда Міма на посаді голови фундації.
  - 2002: Консерваторія доктора Гоха отримує статус музичної академії.
  - 2005: Перехід до новозбудованого Навчального центру Остенд (BZO).
  - 2007: Франк Штелє йде на пенсію, а Вернер Вільде стає виконуючим обов'язки директора на один рік.
  - 2008: Маріо Ліпе призначений директором.

## Директори
- 1878–1882: Йозеф Йоахім Рафф
- 1883–1908: Бернгард Шольц
- 1908–1916: Іван Кнорр

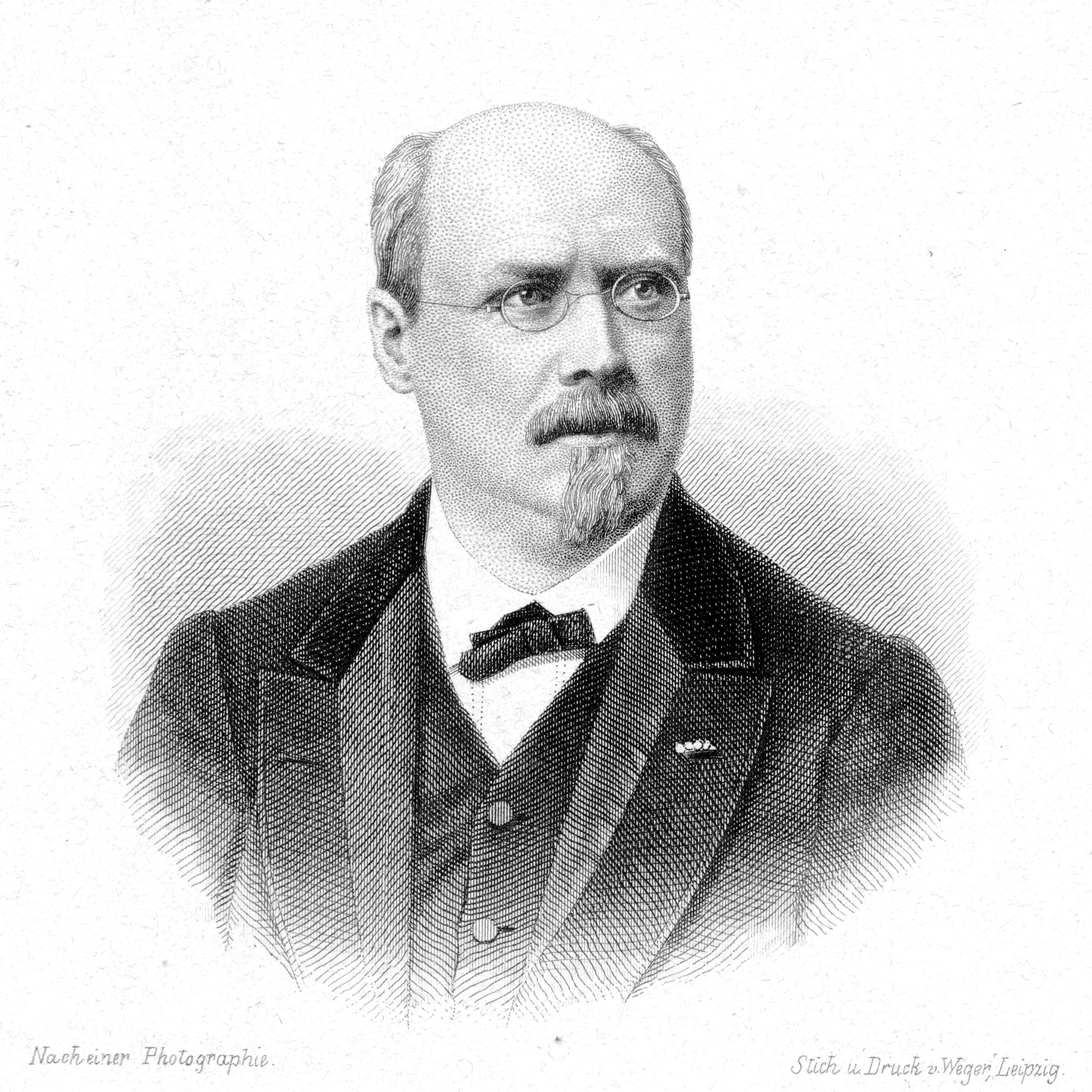
Перший режисер: Йоахім Рафф у 1878 році

- 1916–1923: Вальдемар фон Бауснерн (також: фон Бауснерн)
- 1924–1933: Бернгард Зеклес
- 1933–1936: Бертіль Ветцельсберґер[de]
- 1936–1944: Герман Ройтер
- 1950–1954: Вальтер Давіссон
- 1954–1958: Гельмут Вальха, Еріх Флінш, Ґустав Ленцевскі
- 1958–1973: Філіп Молер[de]
- 1973–1977: Клаус Фольк
- 1977–1979: Ганс Дітер Реш, Алоїз Котман
- 1979–2007: Франк Штелє
- 2007–2008: Вернер Вільде (тимчасовий режисер)
- 2008–2018: Маріо Ліпе
- 2018–2022: Крістіан Гейніш, Кароліне Прассель, Карін Франке-Андре (директорат)
- з 2022: Фабіан Різер, Кароліне Прассель, Карін Франке-Андре (директорат)

## Викладачі та учні

### Заслужені викладачі
- 1878–1910: Бернгард Коссман
- 1878–1904: Гуґо Геерманн
- 1878–1880: Карл Гейман
- 1878–1882: Йоахім Рафф
- 1878–1892: Клара Шуман

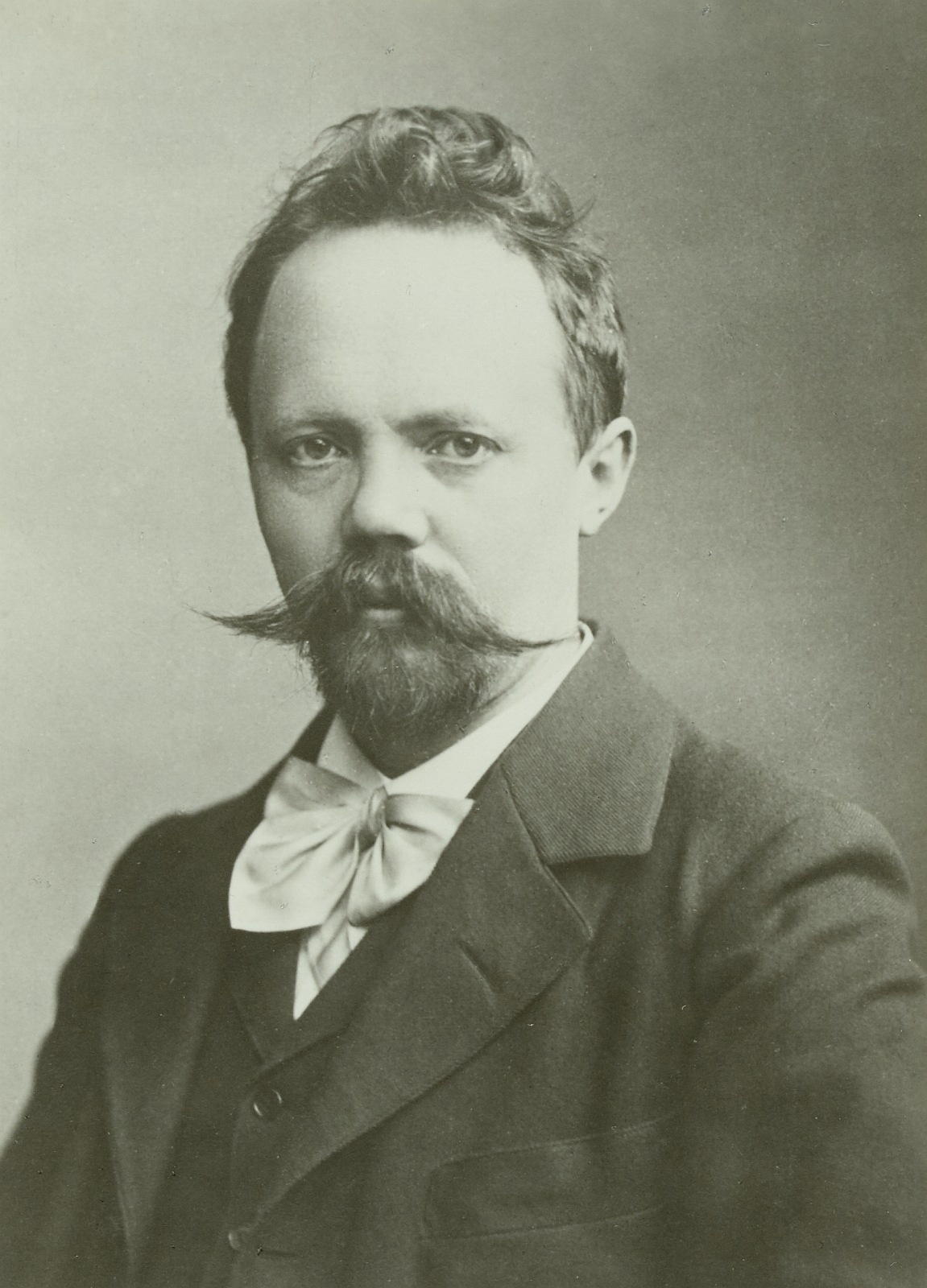
Енґельберт Гумпердінк написав «Гензеля та Ґретель» бл. 1891 у Франкфурті

- 1878–1880 і 1883–84: Юліус Штокгаузен
- 1878–1883: Антон Уршпрух
- 1882–1907: Лаццаро Узіеллі
- 1883–1908: Іван Кнорр
- 1883–1902: Джеймс Кваст
- 1884–1923: Ернст Енґессер
- 1890–1897: Енґельберт Гумпердінк
- 1893–1904: Карл Фрідберґ (також: Карл)
- 1894–1906: Гуґо Беккер
- 1895–1897: Марі Ганфштенґль
- 1896–1933: Бернгард Зеклес
- 1899–1912: Йоганнес Геґар
- 1904–1908: Герман Цільхер
- 1904–1907 та 1908–1933: Адольф Ребнер
- 1905–1906: Йоганнес Месхерт (також Йоган)
- 1906–1933: Фльфред Ауербах[de]
- 1908–1916 та 1929–1942: Альфред Гоен
- 1912–1917: Марґарете Дессофф
- 1926–1928: Ерміне Босетті
- 1926–1932: Людвіґ Роттенберґ
- 1928–1933: Матіас Зайбер (директор першого академічного факультету джазу)
- 1930–1933: Герберт Ґраф (Оперна школа)
- 1933–1938: Гельмут Вальха
- 1933–1942: Курт Гессенберґ
- 1933–1945: Ґергард Фроммель Gerhard Frommel[de]
- 1936–1940: Антон Бірзак
- 1954–1974: Петер Кан Peter Cahn[de]
- 1958–19?? : Алоїз Коттманн
- 1976–1982: Альберт Манґельсдорф [3]
- 1985–1996: Ріхард Рудольф Кляйн
- 1981–2000: Ґергард Шедль

- 1879–1882: Едвард МакДауелл
- 1886–1890: Ганс Пфіцнер

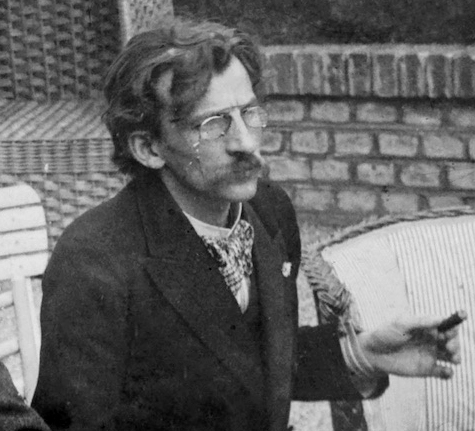
Ганс Пфіцнер вивчав композицію та фортепіано в консерваторії

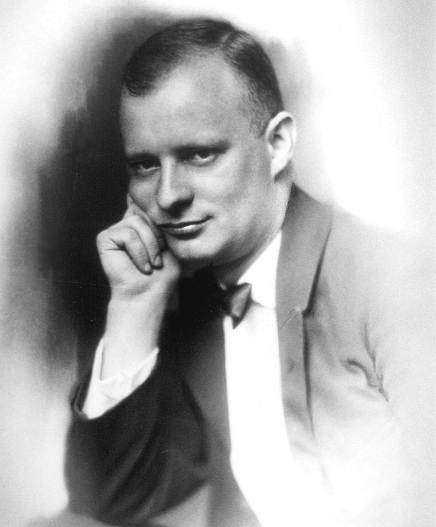
Пауль Гіндеміт, 28 років (1923). Гіндеміт вивчав скрипку та композицію в консерваторії

- 1891–1893 та 1896–1899: Сиріл Скотт (Франкфуртська група)
- 1893–1895: Марґарет Дессофф
- 1893–1897: Норман О'Ніл (Франкфуртська група)
- 1894–1896: Генрі Бальфур Ґардінер (Франкфуртська група)
- 1894–1901: Вальтер Браунфельз
- 1895–1900: Персі Ґрейнджер (Франкфуртська група)
- 1895–1903: Йоганна Зенфтер
- 1895–1898: Ганс Єлмолі
- 1897–1901: Роджер Квілтер (Франкфуртська група)
- 1898–1903: Борис Гамбурґ
- 1900–1901: Ернест Блох
- 1901–1902: Отто Клемперер
- 1903–1909: Райнгард Оппель
- 1904–1907: Ганс Ґебгард-Ельзас
- 1904–1908: Фредерік Септімус Келлі
- 1908–1910: Річард Таубер
- 1909–1917: Пауль Гіндеміт
- 1909–1913: Ернст Тох
- 1913–1916 та 1918–1920: Оттмар Ґерстер
- прибл. 1915 рік : Ганс Розбауд
- 1917–1931: Курт Гессенберґ
- 1924–1927: Александер Шнайдер

### Вчителі
- Альма Муді
- з 2005: Барбара Цехмайстер

### Студенти

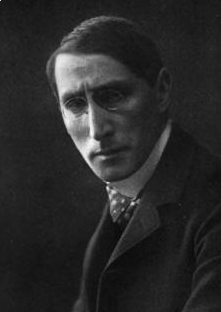
Оскар Фрід, навчався у 1891–92 рр. у Івана Кнорра

- Фредерік Остін
- Еріх Бендер[de]
- Карло Болендер[de]
- Франц Маґнус Бьоме
- Леонард Борвік
- Кетрін Карсвел
- Торстен де Вінкель
- Моріц Еґґерт
- Аґнем Фінк[de]
- Ернст Фішер
- Клеменс фон-унд-цу Франкенштайн
- Оскар Фрід
- Ельза Ґентнер-Фішер
- Франк Ґергардт [de]
- Конрад Ґеорґ
- Гайнц Ґітц[de]
- Ріа Ґінстер
- Ойґен Генкель[de]
- Даніель Гензель
- Гербі Гесс[de]
- Робін Гоффман[de]
- Альфред Голлінс
- Еріх Ітор Кан
- Еліс Калуза[de]
- Ганс Кльоц [de]
- Хрістоф Ляуер
- Тіана Лемніц
- Улі Ленц
- Еміль Манґельсдорф
- Аннет Маркар
- Гайнц Мооґ
- Сибілла Ніколаї[de]
- Вальтер Реберґ
- Макс Рудольф
- Фріцці Шефф
- Еріх Шмід
- Дітріх Шульц-Кьон[de]
- Йоганна Зенфтер
- Герміна Шпіс
- Руді Штефан
- Штефан Томас
- Ріхард Трунк
- Ганс-Юрґен фон Бозе
- Герман Ганс Ветцлер
- Гайке Маттісен

## Спадщина
Федеральний банк Німеччини вшанував консерваторію на зворотному боці колишньої купюри в 100 німецьких марок зображенням оригінальної будівлі консерваторії, яка, на жаль, була розбомблена під час Другої світової війни та концертного роялю. Клара Шуман, перша викладачка фортепіано, зображена на лицьовій стороні купюри.

## Подальше читання
- Stiftung Dr. Hoch's Konservatorium Joseph Hoch zum 100. Тодестаг, Франкфурт-на-Майні: Kramer, 1974.
- Peter Cahn, Das Hoch'sche Konservatorium у Франкфурті-на-Майні (1878–1978), Frankfurt am Main: Kramer, 1979. Хронологія до 1978 року використана з люб’язного дозволу д-ра Пітера Кана, Франкфурт (переклад Едмунда Браунлесса).
- Festschrift 125 Jahre Stiftung Dr. Hoch's Konservatorium Frankfurt am Main, Франкфурт-на-Майні, 2003.
- Біографічний словник музикантів Бейкера, (Ніколас Слонімський, Hrsg.) Нью-Йорк: Г. Ширмер, 1958

## Зовнішні посилання
- Офіційний сайт
- The early reception of Jazz in Germany: Mátyás Seiber and the Jazz Orchester of the Hoch Conservatory in a radio recording from 1931
- The first jazz theory class, ever, wasn't offered in the United States—it was at the Hoch Conservatory in Frankfurt, Germany
- Dr. Hoch's Konservatorium seit Januar Musikakademie / Bericht vom Festakt zur Verleihung des Status einer Akademie (in German) Online Musik Magazin, 6 February 2002
- Sonja Stöhr: Dr. Hoch's Konservatorium / Dr. Hoch's Talentschmiede Frankfurter Rundschau 12. April 2016